# Пам'ятний знак на честь врятування дочки місцевого пана від вовків

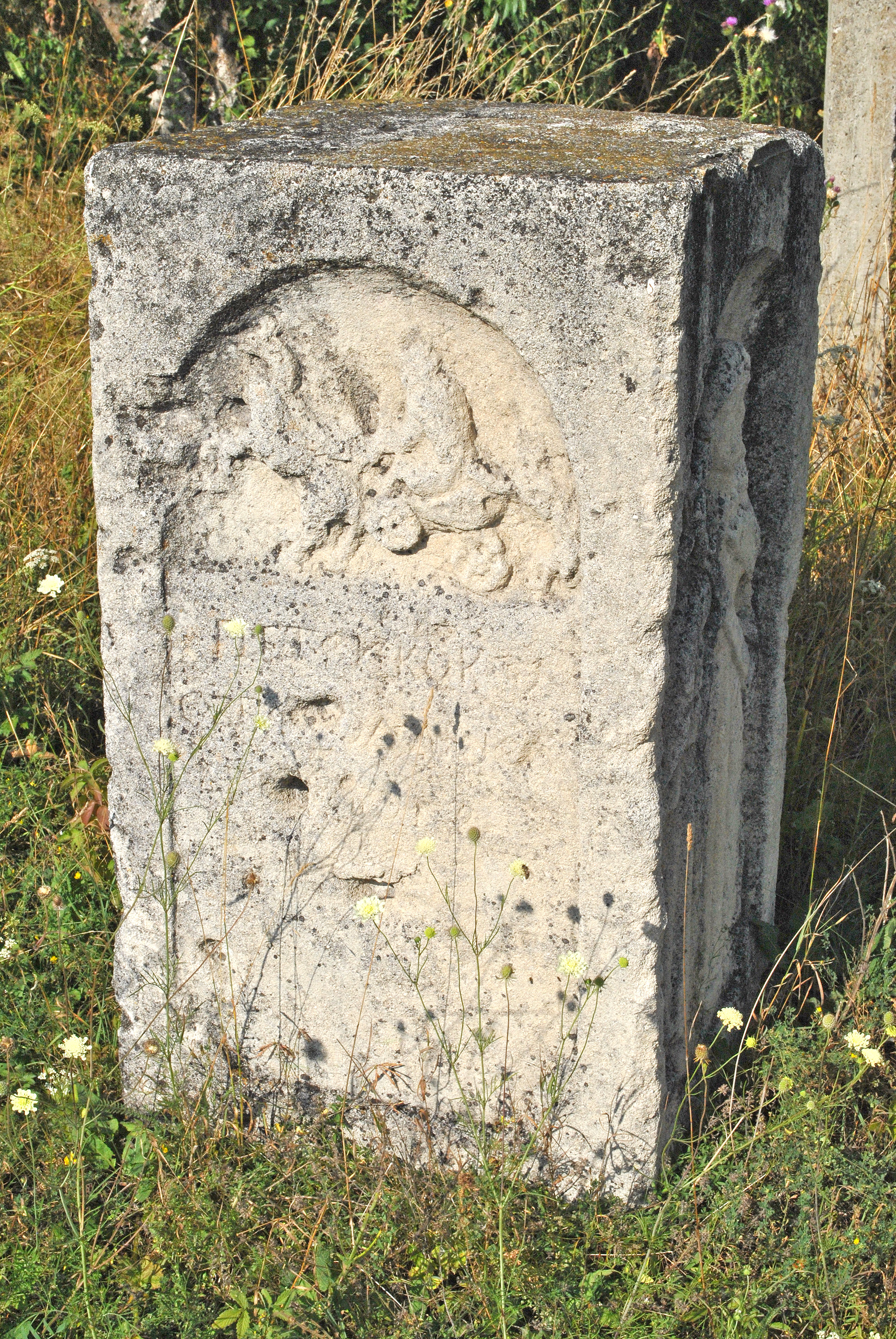
На знакові видно зображення коней, людської постаті, брички та вовків

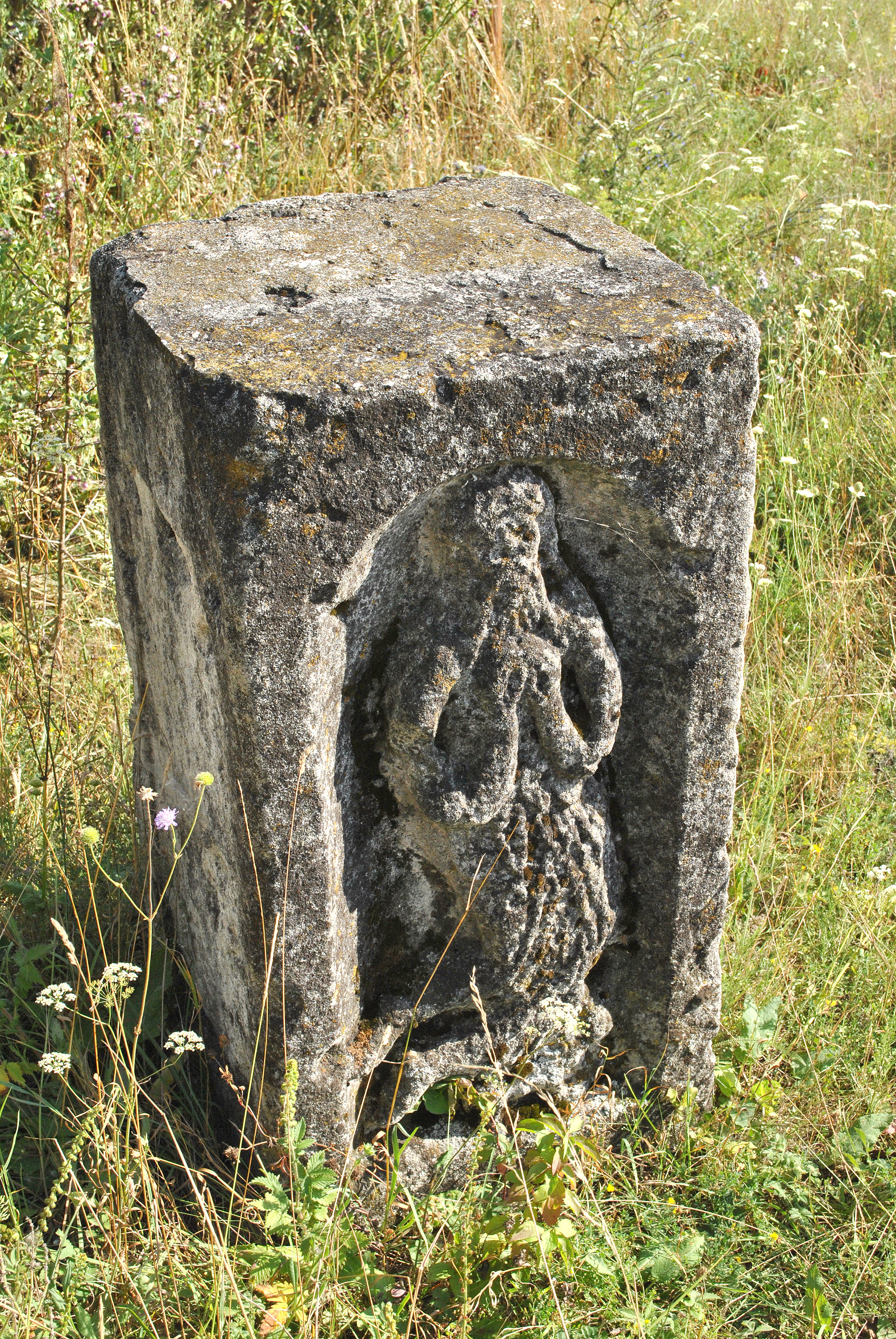
Постать св. Онуфрія

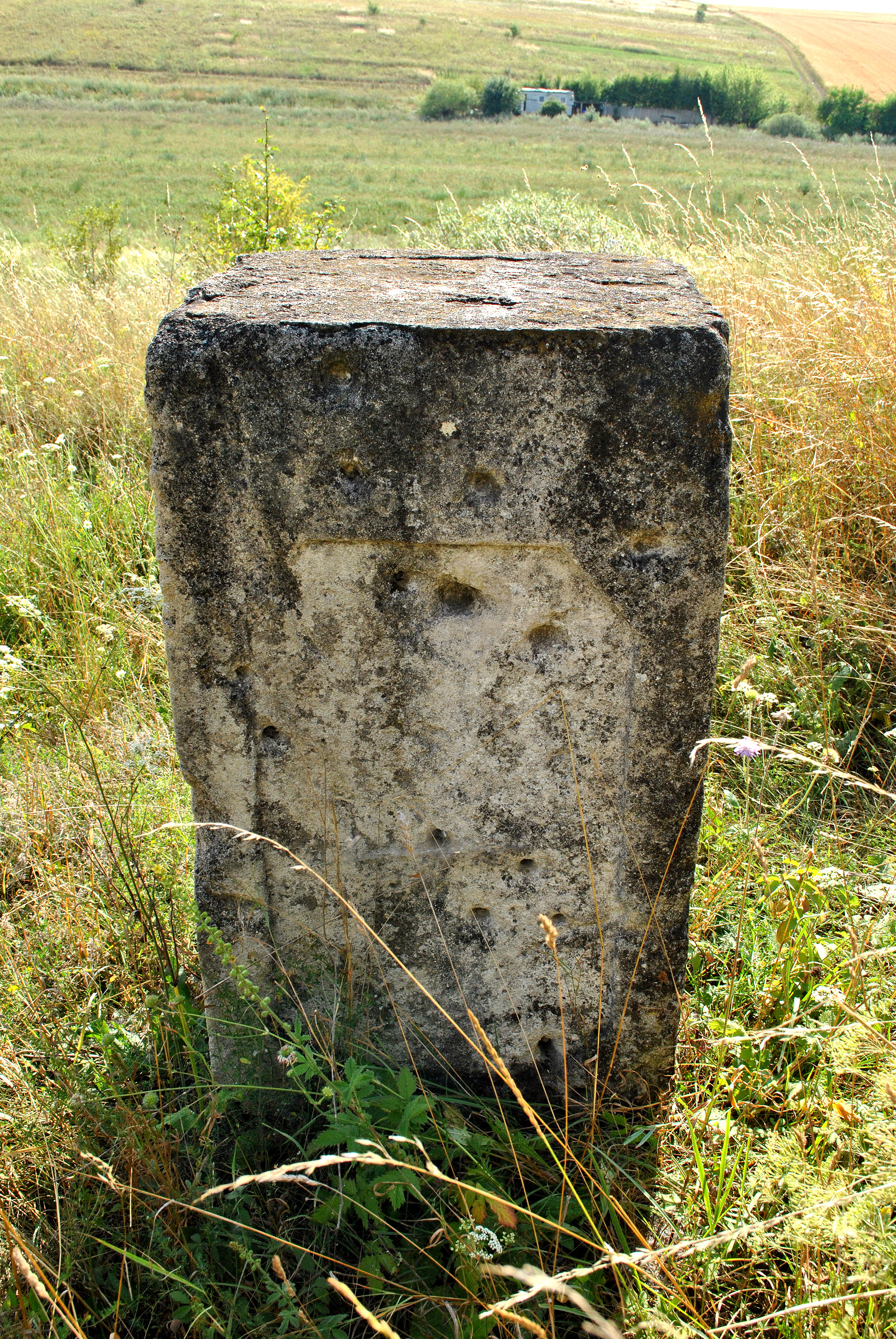
Бік без зображення

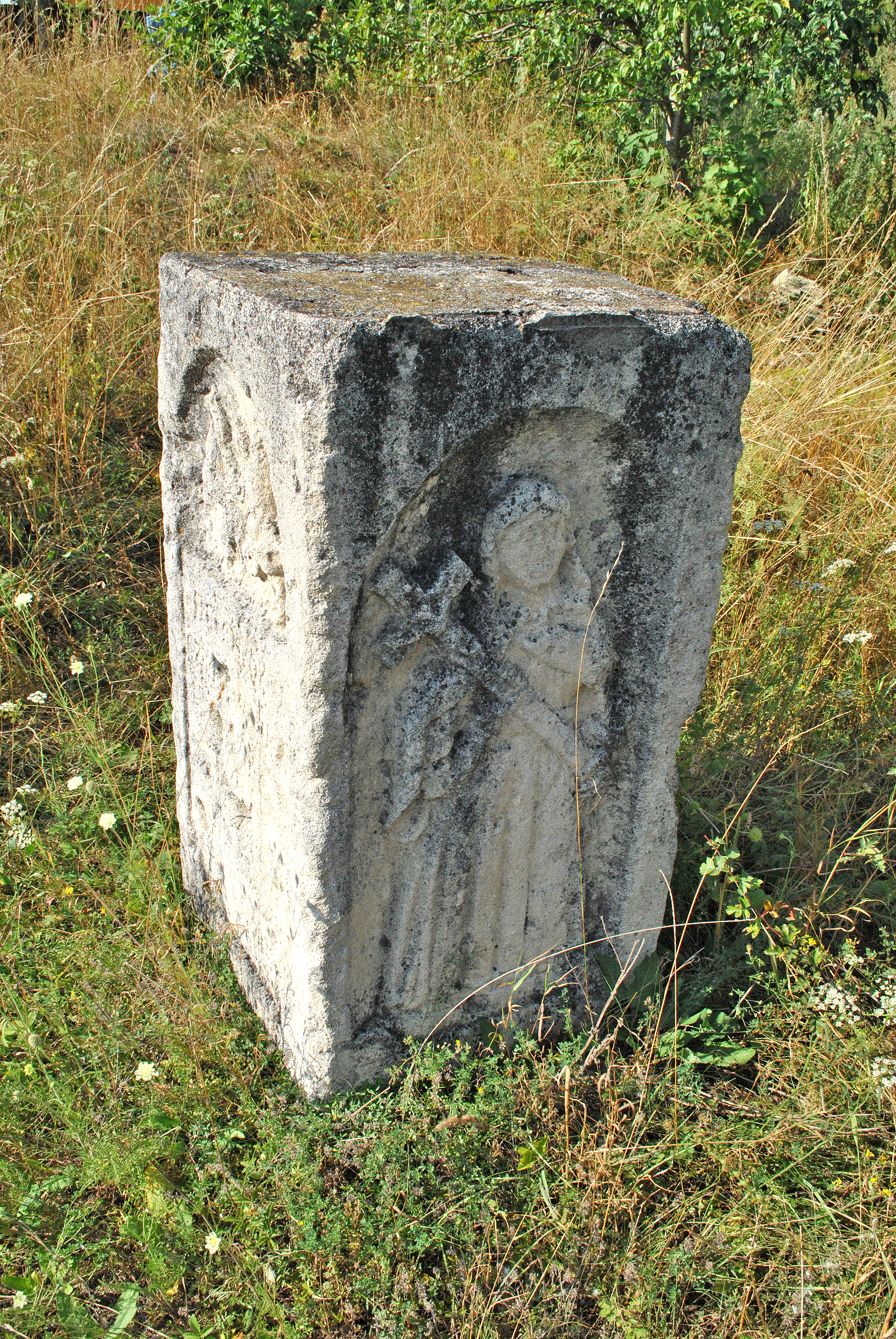
Фігура св. Терези або св. Теклі

Пам'ятний знак на честь врятування дочки місцевого пана від вовків — пам'ятка історії місцевого значення в Україні, охоронний номер 4374-Тр.
Розташований на межі сіл Петриків, Острів та Велика Березовиця Тернопільського району Тернопільської області.

## Опис
Пам'ятний знак являє собою чотиригранну фігуру зі своєрідною еклектикою польських та українських традицій, зокрема релігійних. З трьох боків є зображення, четвертий залишився порожнім.
На фронтальному боці є напис староукраїнською мовою: «Петрикову с благодарностію, року Божого 1786(?)», а зверху зображено подію, через яку і встановлено пам'ятник: бричка, на якій видніється постать, сполохані коні, що стоять дибки, а поряд вовки.
На іншому боці зображено постать св. Онуфрія, без підпису, але постать легко ідентифікувати, оскільки виділяється оголене тіло, стояння на колінах та довжелезна борода, що було традиційно в багатьох фігурах того часу. Також у період XVII—XVIII ст. культ св. Онуфрія був дуже поширеним на території Галичини. Подібних зображень у Західній Україні, зокрема, на Тернопільщині збереглось багато й донині.
З третього боку зображено святу, яка в руці тримає хрест із розп'яттям. Підпис під зображенням також відсутній. За стилем та характерними рисами, здогадно, що це св. Тереза (для її зображення властивий хрест із розп'яттям), або св. Текля. Основним залишається те, що зображено святу, ім'я якої пов'язане з головною героїнею події.

## Історія
Кам'яну фігуру поставлено у XVIII ст. Точно визначити рік встановлення скульптури важко, оскільки в радянський час її скинули і розвалили, пошкоджено напис.
За переказами відомо, що її поставив острівський пан, хоча напис на фігурі свідчить, що вона була поставлена для Петрикова.
Є кілька версій про походження фігури. Найімовірніше, за розповіддю І. Леськова, що підтверджується й зображенням на одій з граней, фігура присвячена події, коли дочка пана взимку вирушила бричкою до Тернополя, а повертаючись пізно ввечері додому, зазнала нападу вовків, які роздерли коней. Дівчина врятувалася і на подяку пан поставив на тому місці фігуру.
За розповіддю Є. Крупи були інші обставини, характер та головний герой. Але його розповідь має більш казкове спрямування, тому не виглядає правдоподібною. За нею, пан Баворовський з Острова жив у розкошах, мав коней, бричку і часто їздив під Петриків у корчму. Якось випив добряче, засидівся допізна, а коли повертався додому, то заїхав у видолинок, де бідняки камінь лупали. Колесо брички зачепилося за великий камінь-сторчак і ні туди, ні сюди. Ледве коні вирвали бричку з того каменя. Пан тоді дуже перелякався тоді і лежав два тижні хворий. Потім на тому місці, де попав у блуд, поставив пам'ятник своїм коням.
Третя версія відрізняється від двох попередніх суттю події. Її розповіла одна з мешканок Петрикова. В написі згадується про подяку селу Петриків. Це може вказувати на те, що головну героїню від вовків врятували мешканці села, можливо, ті, хто жив неподалік місця події. Або ці мешканці згодом врятували її від загибелі, оскільки подія відбувалася вночі чи пізно ввечері, взимку. Можливо, вони її прийняли, обігріли чи відвезли до палацу пана.

## Сучасність

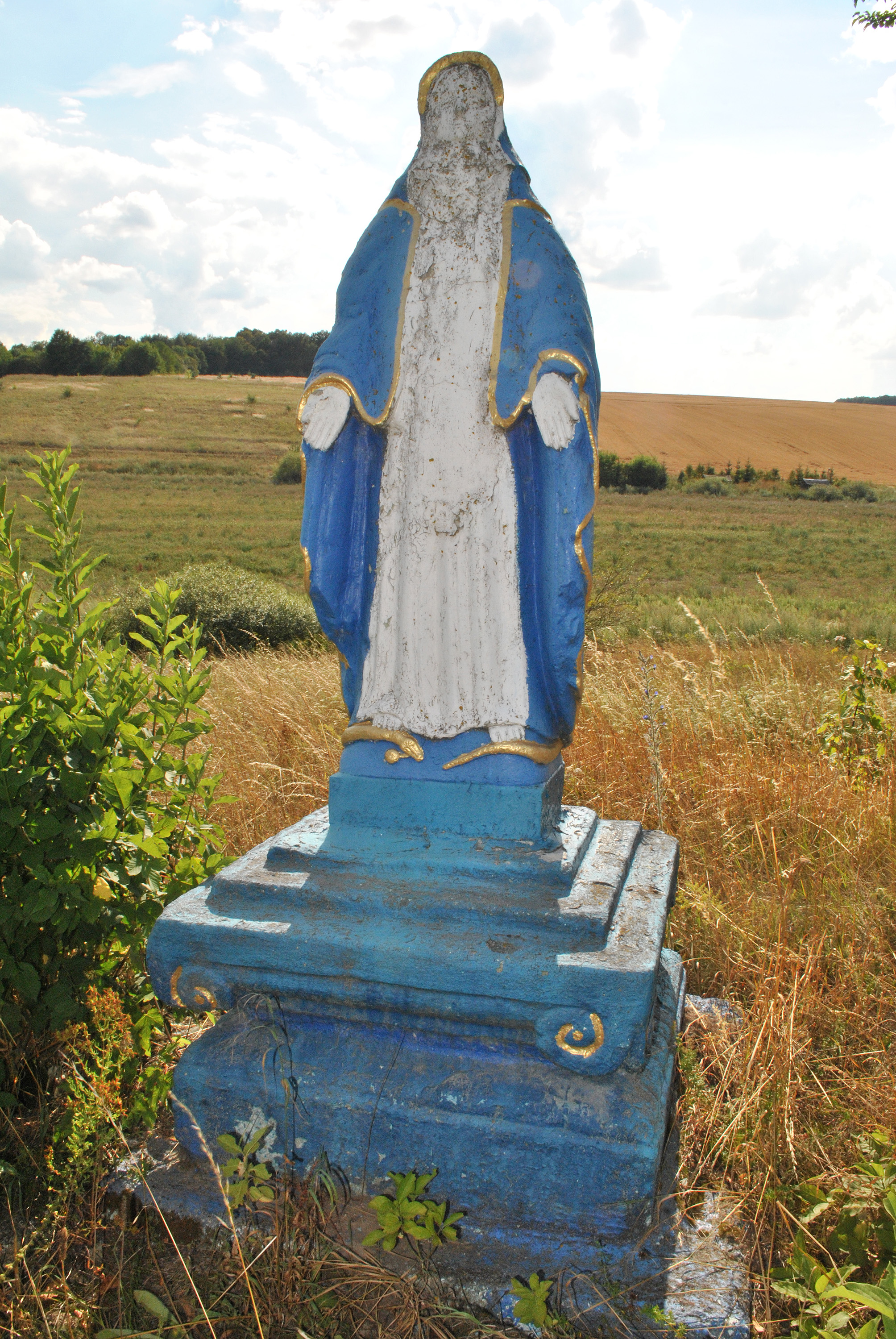
Фігура Матері Божої

Весь радянський період фігура пролежала скинутою в яру, поряд з місцем, де колись стояла.
Нині це місце підпорядковане Тернопільській міській раді (навколо — дачні товариства), хоча зараховується до адміністративної території Великої Березовиці.

## Фігура Матері Божої
Поряд стоїть ще одна фігура — Матері Божої. За розповіддю Миколи Стешина, вона поставлена  ще за Австрії і також є одним з граничних стовпців меж села. Це також підтвердив і Любомир Волинець, зазначивши, що її міг поставити один із власників поля в цій частині села. За іншою версією, фігура поставлена пасічниками з довколишніх сіл, які на літо вивозили в те місце свої вулики, або ж тримали їх там постійно (поля «Докторівки» та «Чехиці»). Для охорони пасіки та благословення було встановлено цю фігуру. Її повалено в радянський час, відновлено на початку 1990-х років Василем Турецьким.